# Katharok

Az „okcitán kereszt” vagy „Languedoc-i kereszt”, a kathar mozgalom egyik jelképe. A kereszteshadjáratot megelőző időben a Saint-Gilles grófok, Toulouse és Languedoc grófjainak címerében szerepelt

Katharoknak (kathárok, katarok, katárok) nevezték a 12. században a Nyugat-Európában, – különösen Észak-Itáliában és Dél-Franciaországban, – feltűnő paulikiánus–bogumil eredetű, gnosztikus, dualista alapállású, az egyház részéről eretneknek nyilvánított vallási mozgalom tagjait. Egyik legkorábbi dél-franciaországi központjukról, Albiról albigenseknek is nevezték őket.

## Etimológia
Nevüket az ősi görög καθαροί „katharoi, katharosz” = „tisztultak” (tiszta, tökéletes) szóból eredeztetik.
A francia skolasztikus Alanus ab Insulis a nevüket a latin „cattus” = „macska” szóból származtatta, a mozgalomnak az eretnekséggel és boszorkánysággal való összekapcsolása érdekében. (Szerinte a katharok 'macskacsókolgatók' voltak.)
A kathar elnevezés szolgál alapjául a német Ketzer (eretnek) kifejezésnek. A név első írásos emléke a Kölnben, 1181-ben Eckbert von Schönau bencés apát által az eretnekségről írt „Hos nostra germania catharos appellat” című könyvében található.

## Eredetük

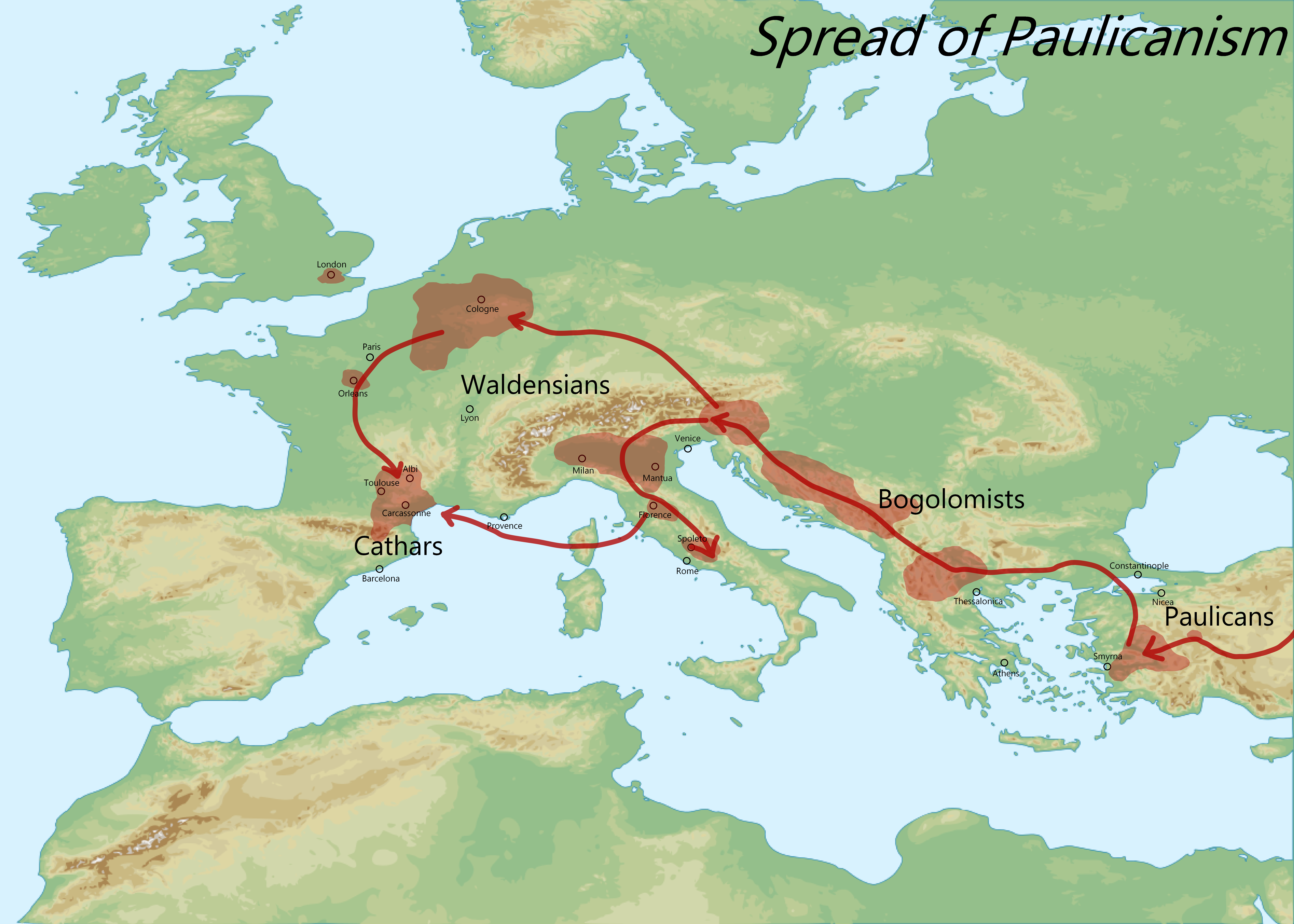
A paulikiánus mozgalom terjedése

A francia bogumilok  délvidéken Aquitania hercege, William védelme alatt viszonylagos békességben éltek és sokakat meggyőztek a „petrobrusiánusok”, a dél-Franciaországban működő Bruysi Péter és Lausanne-i Henrik és követőinek egyházreformos tanításai. Bruysi Pétert kb. 1131-ben megégették; az egykor Benedek-rendi Henrik 1145 után halt meg.
A 12. század első két évtizedében Itáliában, Franciaországban és Németországban is többfelé jelzik bogumil hittérítők jelenlétét. Orléansban nemeseket, sőt papokat is sikerült meggyőzniük, köztük Robert király egy tanácsosát és a királyné gyóntatóját.
Nem számítva az elszigetelt igehirdetőket, a katharizmus első, biztos nyomát 1143-1144-ben fedezhetjük fel. A kathar tanok a Rajna-vidéki Kölnben tűntek fel, és a helyi érsek vezetésével sikerült gyökeret verniük a hívek között. Később Köln érsekét a híveivel együtt megégették, miután nem voltak hajlandók visszavonni a tanításaikat. Kölnben aztán újra feltűnt a katharok csoportja, amelynek tevékenysége 1163-ban hasonló gyászos módon ért véget.
A francia „eretnekeket” először publikánusoknak hívták, ami valószínűleg a paulikánusok nevének fonetikai eltorzulása. Később két nevet is kaptak: katharok, illetve albigensek.
A katharok nem alkottak egységes közösséget. Fő fészkeiket Dél-Franciaországban és Felső-Itáliában találjuk. Itáliában a nevük gazzari (azaz καϑαροί), concorezzánusok (a Monza melletti Concorezzo után) és albusok (a piemonti Alba után). 
Dél-Franciaországban a katharok a lombers-i zsinaton (1165) nyilvános disputát folytattak a katolikus püspökökkel: a dél-franciaországi főpapok többsége védelmébe vette a katharokat. 1167-ben a katharok Toulouse-ban önálló zsinatot tartottak.
A mozgalmuk nem holmi elszigetelt, kóbor szektaként működött. Ellenkezőleg, nemsokára már a szervezett egyházuk valós alternatívát kínált a katolikus államvallással szemben. Saját püspökeik és presbitereik voltak, de nem hierarchiai, hanem bibliai értelemben, mint akik pásztorai a nyájnak. Egyházkerületeik is voltak, hitüket pedig a szegények és gazdagok egyaránt magukévá tették. Ami azt illeti a katharizmus komoly sikereket ért el a legjelentősebb languedoci családok körében is, akik később fegyvert is fogtak hitük védelmében a keresztesek elleni harcban.
A francia katharokról először a Vigeoi-ból való Geoffroy du Breuil 1181-ben írt krónikáiból tudhatunk. A mozgalom központja Toulouse és környéke volt, tagjait gyakran „Bougres”-nak, azaz bolgároknak tartották, minthogy a trákiabéli bogumiloktól, végső soron pedig az örmény paulikánusoktól eredt a tanításuk. Pontos adatokat a „Rituel cathare de Lyon” és a „Nouveau Testament en provençal” című írásaikon kívül csak a korabeli katolikus írásokból szerezhetünk, amely utóbbi források egy részének valóságtartalmát fenntartással kell kezelni.   Annyi bizonyosnak tűnik, hogy a római egyház szervezeti rendjét és világias életét tagadó csoportokba szerveződtek. Erős kétségeket támasztottak a katolikus tanítás egyik alappillérével szemben, miszerint a hitigazságok és a vallási gyakorlatok szükségesek és elégségesek is az üdvözüléshez.

## Tanításaik, életvitelük
A katharizmus a gnosztikus, platonista és manicheus gyökereivel a bogumilok tanításain alapul, amely szerint két ellentétes, egyenlő hatalmú istenség volt. A szellem- (láthatatlan) világot a jó, az anyagit a rossz Isten teremtette.
Az első az Újszövetség Istene, míg a második az Ószövetség Istene, mely megalkotta az anyagot és a fizikai világot. Az utóbbi, Rex Mundi ("A Világ Királya") néven is ismeretes, a judaizmus Istenével azonosították és a Sátánnal is összekapcsolták, vagy pedig a Sátán apjának vagy a csábítónak hívták. Minden látható anyagot, beleértve az emberi testet a Rex Mundi teremtette, az anyag ennélfogva bűnös, romlott volt. E nézet szerint az emberek éppenséggel angyalok, a Sátántól elcsábítva a mennyei háború előtt, és Sátán veresége miatt a mennyekből letaszítva egy örökkévalóságot kénytelenek eltölteni a gonosz Isten teremtette világ börtönében.
A kathar tanítás szerint a tökéletes állapot eléréséhez az anyagi ént teljesen meg kell tagadni. Amíg ez nem lehetséges, az illető a reinkarnáció körforgásában ragad, arra kárhoztatva hogy a romlott Földön éljen. Zoé Oldenbourg történész a katharokat "nyugati buddhistáknak" nevezte, a feltámadásról vallott felfogásuk hasonló lévén a buddhista újjászületés tanításához.
Hitték, hogy a lelkek újjászületnek, hogy ettől az anyagi világtól elszakadnak és a test halála után az anyagtalan mennybe jutnak. Ezt az elszakadást, a világtól megrontatlan egyszerű élettel lehet elérni és az ilyen életet élőket „perfecti”-nek hívták (amit ma „igaz”-nak fordíthatnánk). Ezen igazaknak hatalmuk volt eltörölni egy személy bűneit, az anyagi világgal való kapcsolatát megszakítani, hogy ő halála után a mennybe mehessen. Az igazak, a korabeli egyház romlott és dúsgazdag életével élesen ellentétes, kifogástalan szegénységben éltek. A katharokat a kortársak többnyire hibátlan erényű embereknek írják le.
Nyílt és antagonisztikus dualizmust hirdettek, magasztalva a szellemet és lenézve a testit, az eredendő bűnnel terhelt fizikai világot. Ezzel saját véleményük szerint közelebb álltak Jézus eredeti tanításaihoz, mint a korabeli egyház.
Isten megismerésének lehetőségeit keresték, ez a gnószisz különleges, szent tudás. Az ismeretet azonban első kézből kívánták megszerezni, ezért a közvetítők (papok) létét feleslegesnek tartották. Ez magával vonja az egyházi hierarchia és tekintélyelv tagadását is.
Nem hittek sem a pokolban, sem a purgatóriumban; a Gonosz (Sátán) birodalma a világ volt; ezt egyébként azért teremtette, hogy a szellemet az anyag börtönébe zárja.
Tisztelték Jézust, – akit hitük szerint a jóságos Isten küldött – és követték az ő erkölcsi tanításait. Magukat jó keresztényeknek mondták, akik nem esküsznek, nem hazudnak, másokról rosszat nem beszélnek; nem ölnek sem embert, sem állatot, semmit, amiben az élet lehelete van, továbbá, hogy megtartják az Úr Jézus Krisztus és az evangélium hitét, úgy, ahogy az apostolok tanították.
A Szentháromság-tant tagadták, mivel nézetük szerint a jó Isten gonosz anyag formájában nem jött le a Földre. Mivel Jézus Tiszta Szellem volt, testet öltése káprázat volt csupán.
Ez a gondolat a doketizmusnak nevezett gyökerekből fakad, amelynek lényege, hogy az ember anyagi testében egy isteni szikra van bebörtönözve és az anyagi testet egy kisebb gonosz istenség (dimiurge) pontosan e célból hozta létre, hogy az ember ne láthassa isteni eredetét, azaz hogy az emberiséget lényegében szendergésben, félálomban tartsa. Más szóval, doketisták úgy gondolták, hogy a test romlékony, a lélek pedig örökké való, ezért Krisztus teste és annak keresztre feszítése számukra csak egy illúzió volt, azaz nem a valóságnak tűnő valótlanságot nevezték illúziónak, hanem az időhöz kötött, csak ideiglenesen létező, azaz romlandó létezéseket. Minthogy a testet csupán ideiglenesen létezőnek tartották, a korukbeli ortodox nézeteket vallók úgy vélték, hogy tanításaik aláássák a halottakból való feltámadás és a teremtett anyag jóságába vetett hit fontosságát, így a Kr. u. első évezred ökumenikus tanácsai a doketizmust teljes egészében elvetették, de a hivatalos egyházi tanítások felszíne alatt gondolatai a népek körében megmaradtak.
S a gonosz testről alkotott nézeteik miatt tagadták Jézus feltámadását is. Egyes kathar közösségek szerint két Jézus volt: egy „gonosz Jézus” fizikai testtel az anyagi világból, hamis messiás és Mária Magdolna buja szeretője, és egy "jó Jézus", aki Szent Pál testét foglalta el. Egy 13. századi ciszterci szerzetes, Pierre des Vaux-de-Cernay írta róluk e nézeteket.
Emellett sok más, szintén korabeli nézet is volt Jézus Krisztus természetét illetően. 
Szent irataik közé tartozott az Újszövetség, emellett feltételezhetően a "Titkos vacsora evangéliuma"  c. bogumil irat, valamint a bizonyosan kathar eredeti mű, " A két princípium könyve" (Liber de duobus principiis). Az Ószövetséget pár könyv kivételével a Gonosznak tulajdonították.
Az "egyházba" való belépés szertartását, a convenzát (convenientia) csak a tanuló hosszas kiképzése után végezték el. 
Gyakoroltak egyfajta Szentlélek általi keresztséget is, Jézus tanítása alapján. Ezt csak a legelhatározottabb hívőknél használtak. Az ilyen módon beavatottak „Parfait”-vé, „Perfect”-té, azaz hibátlanná váltak, ez volt a második beavatási rítus, a consolamentum, amellyel a "tökéletes" rangját lehetett elnyerni. Rendszerint a halál előtt hajtották végre, de ha a jelölt akarta, korábban, de ebben az esetben a próbatételek meglehetősen szigorúak voltak. A rítust például 40 napos vízböjt előzte meg, amivel szintén Krisztus példáját kívánták követni. Az egyénnek aztán az életét nemi élettől mentesen, vándortanítóként, a kathar közösségek vezető példaképeként kellett leélnie.  
Ha valaki a consolamentum után visszaesett a bűnbe, az semmissé tette a szertartást, ezért egyes "tökéletesek" éhhalált végeztek.
A consolamentumon (bűnbocsánaton) kívül semmilyen más szentségben nem hittek. Ez már önmagában is főben járó eretnekségnek számított. A katolikusok éppenséggel a megtévesztőnek bélyegzett consolamentum miatt tekintették eretnekeknek a katharokat, és amiatt, hogy a katharok azt tanították a követőiknek, hogy a víz általi keresztség önmagában még nem elég a belső átalakuláshoz.
A kisszámú beavatott hittudósaik, akiket „bons hommes” = „jó emberek”-nek hívtak és „Perfecti”-nek („igaz, tökéletes”) tartottak, felesküdtek arra hogy teljes nőtlenségben élnek, nem esznek húst, minden héten böjtölnek néhány napot és egy bizonyos számú „pater noster”-t (miatyánkot) imádkoznak minden nap. Ezen erények által követőik, akiket „megtértek”-nek hívtak, a perfectiket anyagtalan angyaloknak tekintették, de a mögöttük lévő tömegek egyáltalán nem voltak a hit dolgaiba beavatva, azaz minden erkölcsi tilalomtól, vallási kötelezettségtől szabadon élhettek és az egyetlen követelmény velük szemben csupán az volt, hogy haláluk előtt a Lélek általi keresztséggel váljanak igazzá.
A nőket teljes mértékben egyenrangúaknak tekintették, mert számukra a fizikai különbségek lényegtelenek voltak. Az egyik leginkább társadalomellenes gondolatuk az volt, hogy az esküt bűnnek tartották. Ez a hit az egész akkori társadalom alapjait veszélyeztette, hiszen az általános írástudatlanságban csaknem minden üzleti megegyezés, és hűbéri kapcsolat az eskün alapult.
A követőknek (megtérteknek) nem tiltották a házasságot, de a házasélet, a nemzés (újabb lelkeknek a bűnös világra való hozatala) számukra elítélendő volt. A földi létet egyfajta próbatételként fogták fel, amivel győzedelmeskedhetnek a gonosz felett.
A gyakorlataik gyakran ellentmondtak a katolikus egyház üzleti tevékenységeinek, különösen az evangéliumi szegénység, továbbá a papok erkölcsi jellegének kérdésében. A katharok úgy gondolták, hogy mindenkinek olvasni kellene az Újszövetséget, az adott helyi nyelven. (Emiatt később, 1229-ben a Toulouse-i szinódus kifejezetten elítélte a Biblia-fordításokat, sőt megtiltotta az embereknek a Biblia tulajdonlását.)

## Összeütközés a katolikus egyházzal
1147-ben III. Jenő pápa egy delegációt küldött a kathar elvekkel ’’fertőzött’’ dél-franciaországi vidékekre a fejlődő mozgalom megállítására, de az elszigetelt sikerek nem fedhették el e próbálkozások szegényes eredményeit. Hasonló eredményekkel jártak a következő 50 év kísérletei is. A nép körében a katharizmus reális alternatívát jelentett az egyházzal szemben, hiszen a becsületességet és toleranciát, erkölcsi tisztaságot és rugalmasságot nem csak ígérte, hanem alkalmazta is.
1179-ben a III. lateráni zsinat 27. kánonja kimondta rájuk az anatémát. Az a meggyőződés vált általánossá, hogy az eretnekeket tűzzel-vassal irtani kell.
III. Ince pápa szemében a katharok legnagyobb bűne az volt, hogy elutasították a katolikus egyház hagyományos nézeteit a középkori keresztes hadjáratok fundamentumát képező Szent Keresztről és Szent Sírról. Míg a Szentföldre irányuló zarándoklat és a szent relikviák tisztelete a középkori katolicizmus sarokkövei voltak, a katharok ezeket értelmetlen cselekedetnek tekintették. A katharok szemében az oly nagy becsben tartott Szentföld, a Szent Sír és Szent Kereszt helytelen fogalmaknak minősültek, mert mindegyik földi dolgot jelentett. Ezenfelül a katharok a béke hívei voltak, ezért számukra a szent háború anatémának számított.
III. Ince (1198-ban) újra békés térítéssel próbálkozott, pápai legátusokat küldvén a térségbe, akiknek nemcsak a katharokkal kellett megmérkőzniük, hanem az őket védelmező nemesekkel, az őket tisztelő köznépekkel, és a helyi hatalmukat féltő püspökökkel is. E delegációk különleges felhatalmazásukkal felfüggesztették a bíborosok hatalmát, és az egyházból kiközösítették a nemeseket. 1204-ben a pápa több püspököt felfüggesztett Occitániában; 1205-ben új Toulouse-i püspököt nevezett ki Folquet  személyében, aki előtte trubadúr volt. 1206-ban Acebói Diego és segédje, a későbbi Szt. Domonkos térítésbe kezdtek Languedocban; ennek részeként katolikus-kathar vitákat rendeztek Verfeil, Servian, Pamiers, Montréal és más városokban.
Domonkos először 1203-ban találkozott és vitázott a katharokkal. Tanulságként azt vonta le, hogy csakis az igazi életszentséget, alázatot és aszketizmust felmutatók nyerhetnek meg igazán kathar hívőket. Az intézményes egyház képviselői többnyire nem rendelkeztek e spirituális minőségekkel. Ezután Domonkos megalapította a Domonkos-rendet, mely fő célja az ’eretnekség’ elleni harc volt.
A kathar "tökéletesek" szent életvitele csodálatot váltott ki az egyszerű emberek körében és mind több hívet szerzett meg a mozgalomnak. Ezzel szemben a katolikus papság erkölcstelensége és megvesztegethetősége fokozatosan eltávolította a híveket. Egyes papok házasok voltak, vagy nyíltan ágyasságban éltek. Voltak, akik kocsmákat nyitottak, hogy feleségüket és gyerekeiket eltarthassák. Mivel pártfogóikat pénzelniük kellett, a katolikus papok minden kiegészítő vallásos szolgáltatásért: esketésért, keresztelésért, betegekért vagy halottakért mondott miséért térítést követeltek.
III. Ince mindenáron meg akarta akadályozni, hogy a katharok mozgalma tovább terjedjen. Az egyház több eszköz felhasználásával lépett fel. Az első az "eretnekek" szóbeli meggyőzése volt, majd miután ez nem vezetett a kívánt sikerhez, az egyházból való kiközösítést és kiátkozást alkalmazták, majd végül a fegyveres fellépést.

## Keresztesháború ellenük
1208-ban Toulouse grófja (VI. Raymond) megígérte, hogy felszámolja birtokain az eretnekséget, de ténylegesen nem tett semmit. Pierre de Castelnau  pápai legátus ezért megrótta, sőt heves vita után kiátkozta a nemesurat. Nem sokkal később Castelnau-t egy ismeretlen fegyveres lovas meggyilkolta, és ez kiváló okot (casus belli) szolgáltatott a háború megindítására. A pápai kúria ugyanis a toulouse-i gróf udvarát tette felelőssé a gyilkos merényletért és VI. Raymond (Rajmund) grófot a pápa ünnepélyesen kiközösítette, majd a megbüntetését követelte. VI. Raymond bűnbánatot kérő közbelépése ellenére hivatalosan is kezdetét vette Raymond és a katharok ellen megindított keresztes háború, melynek vezére Simon de Montfort lett.

„Ez a föld, amelyet Isten az ő szolgái kezére adott, az Ő, a szent római egyház és az egész kereszténység tiszteletére megőrződjék, közös tanácskozásunk eredményeképp megválasztottuk e terület fejedelmévé és urává Simon de Montfort-ot... aki hitét a legnagyobb áhítattal gyakorolja, s ugyanakkor ég a vágytól, hogy teljes erejével üldözhesse az eretnek gonoszságot.” (Arnaud Citeux-i apát levele III. Incéhez)

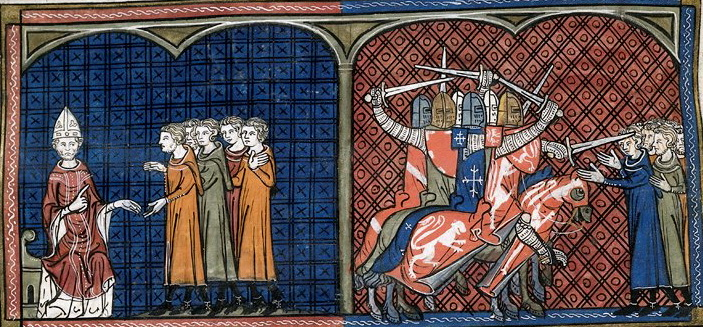
III. Ince kiközösíti a katharokat, majd az ellenük folyó hadjárat korabeli ábrázolása

III. Ince pápa levelet írt VIII. (Oroszlán) Lajosnak, a francia uralkodónak és számos más nagyúrnak Franciaországban, amelyben felszólította őket, hogy birtokaikon erőszakkal nyomják el a mozgalmat. A katharok és támogatóik teljes vagyona és minden földje az elfoglalóké lehet, valamint az eretnekűzők ugyanazokban a kedvezményekben és feloldozásban részesülnek, mintha a Szentföldön hadakoznának.

„A romlást hozó elvetemült, már régóta gyökeret vert eretnekség, amely Toulouse vidékén folyvást terebélyesedik, nem szűnik meg magzatait, ezeket az igazi szörnyetegeket világra hozni, s ezek a maguk járványos őrületét átragasztják másokra, és a kárhozott népség amaz utálatra méltó sarjadékait továbbéltetik és felvirágoztatják...”
„Élesítik nyelvüket, hogy szétzúzzák lelkünket (és) kinyújtják karjukat, hogy testünkkel is végezzenekː lelkünk megrontói most már testünk elpusztítására törekednek.” (Részlet III. Ince leveléből)
Ez nyilvánvaló hazugság volt, hiszen a katharok soha nem viselkedtek erőszakosan másokkal szemben. Az igazság azonban már nem számított III. Ince pápának, aki a mozgalom elpusztítására tört, és e „nemes cél” érdekében az olyan apró bűnök, mint a hazugság vagy gyilkosságra és háborúra bujtás nem hátráltathatták.

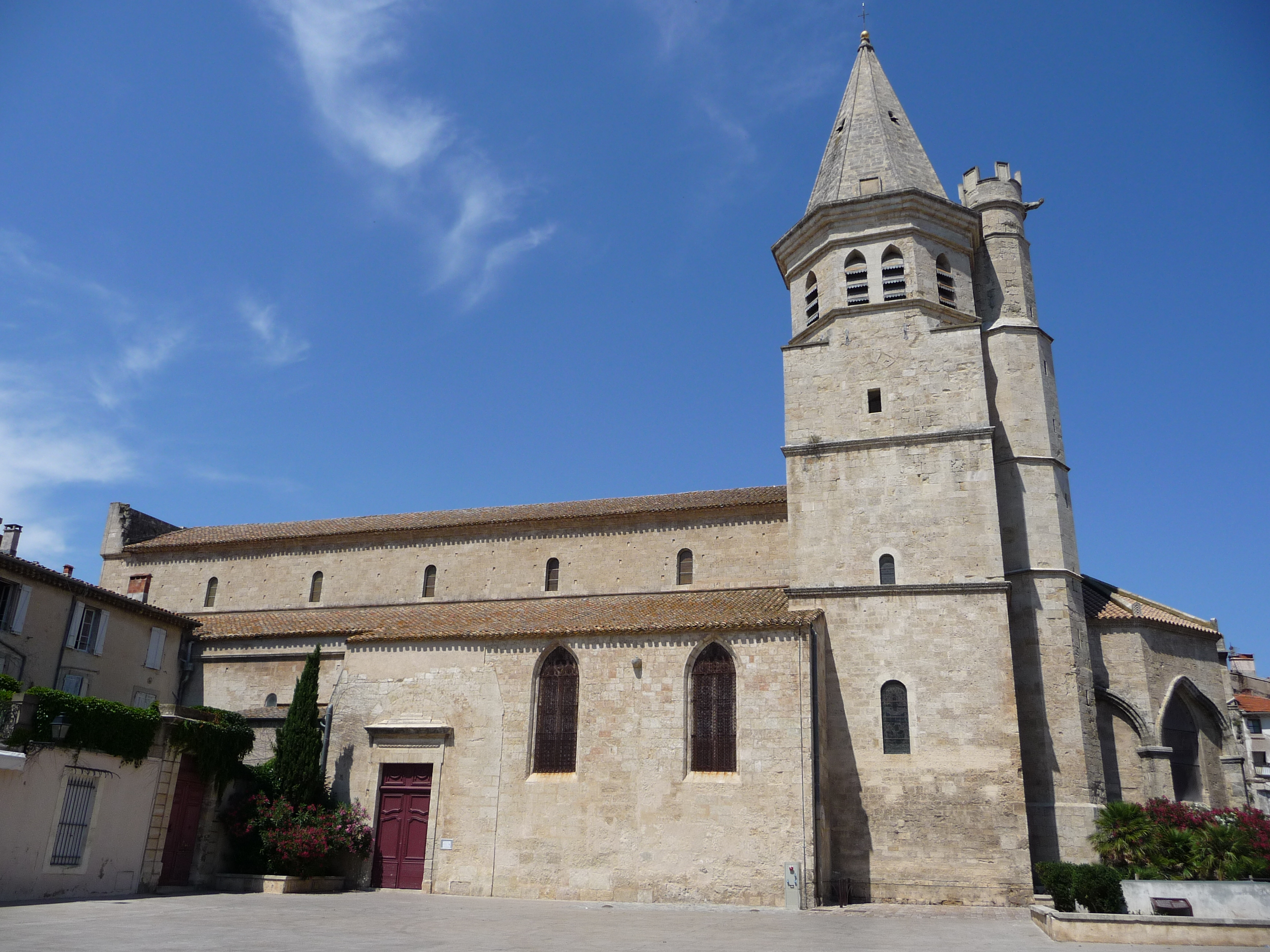
A Béziers-i mai Mária Magdolna-templom, ahol 1209-ben 7 ezer embert öltek le

Az egyházi áldással az északi bárók és lovagok nagy igyekezettel indultak el a délvidékre; a hadjárat jó ürügyül szolgált a gazdag déli területek kirablására. Provence ugyanis ekkor az akkori Európa egyik legvirágzóbb része volt.
A keresztesek 1209-ben Béziershez vonultak, de a város katolikus többsége nem adta ki nekik a katharokat. Ezután a város ostromához fogtak. Simon de Montfort hadvezér megkérdezte a pápai legátust, Arnaud Amaury  (Amalric) ciszterci szerzetest, cîteaux-i főapátot, hogy miképpen különböztessék meg a város katolikusait a katharoktól. Ő állítólag ezt válaszolta: „Öljétek meg mindet, Isten megismeri az övéit.”
(E gyakori idézet később a vallásos esztelen emberirtások egyik mottójává vált és a Heisterbach-i Cesarius nevű ciszterci priortól van, aki azt állította, hogy az ostromlott eretnekek szentségtelen módon Újtestamentumokat dobáltak le a város falairól, így kiáltozva: Itt a ti törvényetek, nyomorultak!" 

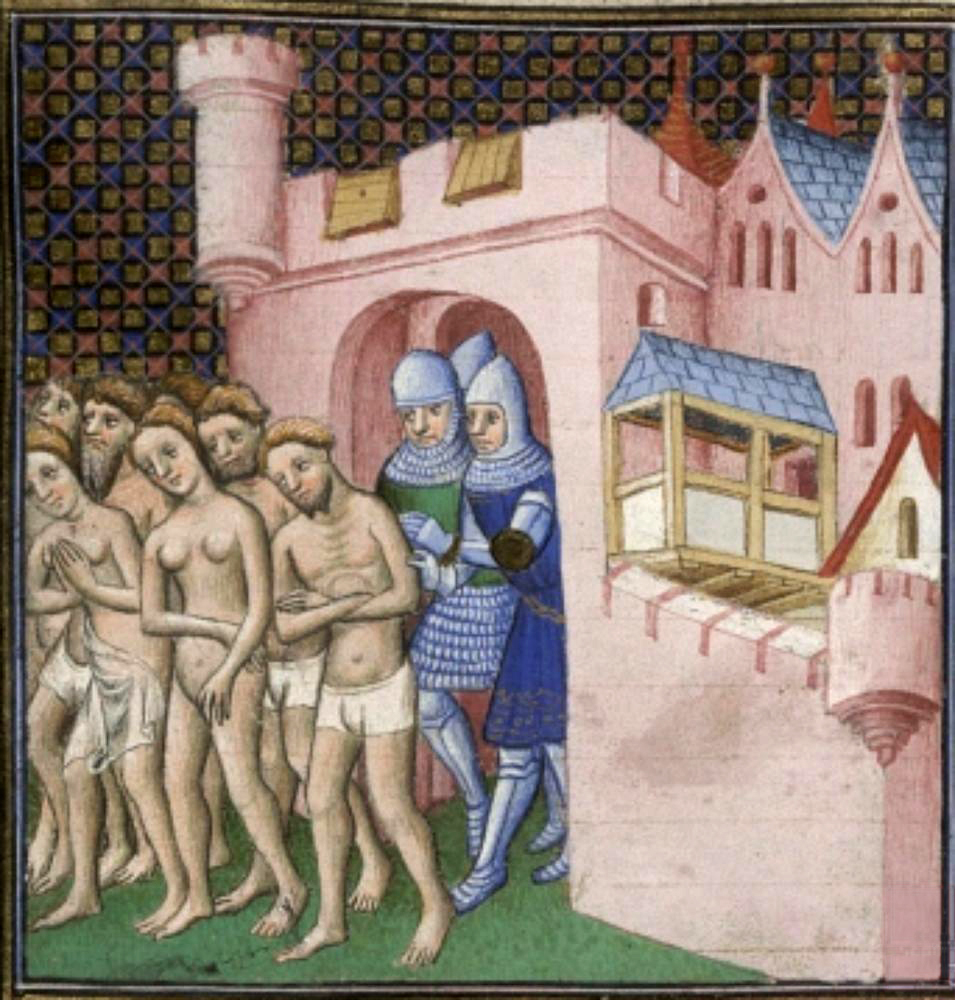
A keresztesek kiűzik Carcassonne-ból a katharokat 1209-ben,
miniatúra a Franciaország Nagy Krónikájából (Grandes Chroniques de France)

Arnauld Amaury abbé a város legyilkolásáról így számolt be a pápának:

Amíg a tárgyalások tartának arra nézvést, hogy kiengedjék a városból a magukat katolikusnak tartókat, a szolgák és egyéb alacsony rangú személyek, ahelyett hogy parancsra vártak volna, megtámadták a várost. Megdöbbenésünkre, kiáltozván „fegyverbe, fegyverbe!” két három óra alatt átkelének az árkokon-falakon és Beziérs a miénk lett. Az embereink nem kegyelmeztek senkinek, kortól, nemtől rangtól függetlenül mindenkit kard élére hánytak. Utána az egész várost kifosztották majd felégették. ...
A városban legyilkolt emberek számát húsz és harmincezer fő közé teszik.
Utána a keresztesek Carcassonne ellen vonultak, ahol szintén sok kathar összegyűlt. Rövid ostrom után a katharok szabad elvonulást harcoltak ki, de mindenüket hátra kellett hagyniuk. Erről készült a híres miniatúra, ahogy megalázva, meztelen-félmeztelen vonulnak ki a városból.
Béziers és Carcassonne sorsa után a környékbeli kisebb városok és falvak egymás után nyitották meg kapuikat a keresztes had előtt, hogy életüket mentsék. Házuk kifosztását, javaik elkobzását azonban nem kerülhették el ők sem.
A hadjárat sajátossága, hogy a vezető főurak tartották a „40 napos hadjárat” elvét, eddig terjedt ugyanis "fogadalommal vállalt kötelességük". 40 nap elteltével a harci cselekmények megszűntek, hogy később vagy a a következő évben folytatódjanak.
1210-ben a tavasz eljöttével megindított hadjárat során május-júliusban került sor Minerve bevételére. A második fordulóban, augusztustól októberig Termes ostromára. 1211-ben márciustól májusig tartott Lavaur és Cassés bevétele. Cassésben újra égtek a máglyák. A "vezető és megátalkodott" eretnekeket ítélték így halálra. A sereg ezután Toulouse ellen vonult és megkezdte a rebellis város ostromát. Ez az ostrom viszont eredménytelenül zárult.
1212-ben Simon de Montfort katonái ezúttal Agen városa ellen vonultak fel és be is vették. Moissac önként adta meg magát. A keresztesek ennek ellenére tervszerű fosztogatásba és gyilkolásba kezdtek itt is. Elsősorban a zsákmányért. Utána felégették Auterive-t. Majd gyűléseket rendeztek, és az eddig elkobzott vagyonokat, megszállt birtokokat és városokat a vezérek egymás között szétosztották.
1213-ban a keresztes hadjárat már teljesen politikai hadvállalkozássá vált. A sok pusztítást és kegyetlenséget nem nézhette tovább Toulouse szövetségese, II. Péter aragóniai király, s felvonult a keresztesek ellen, de szeptember 12-én, Muret mellett csatát vesztett. Az ütközetben katonái élén esett el.
III. Ince egy korábbi rendelkezés alapján felségsértéssel azonosította az eretnekséget, amely tűzhalállal büntetendő. 1215-ben a katolikus egyház püspökei összegyűltek a IV. lateráni zsinaton, ahol elítélték a kathar mozgalmat. A zsinat felhatalmazta az államot, hogy megbüntesse a vallási máshitűeket, és szintén felhatalmazta, hogy az összes kathar tulajdonban lévő földet és tulajdont elkobozza, ami szép ösztönzést adott az állami hivatalnokoknak, hogy az egyház javára cselekedjenek.

„Ha pedig a világi úr – bár az egyházi törvény felkérte és figyelmeztette is őt erre – elmulasztaná a földjeit az eretnek szennytől megtisztítani.. a kiközösítés büntetésének bilincsével kell őt megbéklyózni... e tényt jelenteni kell a pápának... (aki) az ilyen úr vazallusait mentse fel a hűségesküjük alól, a területet pedig foglaltassa el a katolikusokkal, hogy kiűzve onnan az eretnekeket, azt a földet ellentmondás nélkül birtokolhassák…”
„Azok a katolikusok pedig, akik felvéve a kereszt jelét, harcba indulnak az eretnekek üldözésére, nyerjék el ugyanazon búcsúkat, és kapják meg ugyanazokat a kiváltságokat, amit azok kapnak, akik a Szentföld védelmére kelnek útra…” (IV. lateráni zsinat: Az eretnekek elleni törvényből)
A III. Ince által megindított hadjáratok 20 évig, 1209-től 1229-ig tartottak. Az emberek számára vonzó volt, hogy nem kellett a Szentföldig menni az üdvözülésért, illetve hogy a győzelem után megkapják a kathar nemesek birtokait, a francia uralkodó számára pedig az, hogy hatalmát kiterjesztheti a Pireneusok felé is.
A háború hivatalosan 1229-ben, a párizsi békével ért véget, amikor VII. Raymond (Rajmund) kibékült a katolikus egyházzal, és elismerte a francia királytól való hűbéri függését is. A katharok elleni harc azonban nem ért véget addig, míg az utolsó várak, várkastélyok meg nem adták magukat. Az utolsó jelentős ostrom csak 1244-ben ért véget, amikor Montségur megadta magát. Életét itt is csak az menthette, aki megtagadta a kathar tanokat. S mert százkilencven kathar "igaz" erre nem volt hajlandó, máglyahalálra ítélték őket.
Számos történész ezt a keresztesháborút népirtásnak nevezi; áldozatainak számát 200 ezer és 1 millió fő közé teszik. A mód, ahogy a katharokat megsemmisítették, az egyháztörténet legsötétebb részei közé tartozik.
A történelem iróniája folytán ez volt az egyetlen győzelmes keresztes háború! Politikai, kulturális és vallási következményei igen jelentősek voltak. Ennek köszönhető a Francia Királyság egyesítése és megnövekedése, ám a déli civilizáció romba dőlése is. A vallási következmények legsúlyosabbika az inkvizíció létrejötte, megnövekedett és egyre fenyegetőbb hatalma volt. A Toulouse-i zsinat 1229-ben megtiltotta akár a latin, akár helyi nyelvű Biblia birtoklását; az egyedüli megtűrt szövegek a breviárium, a zsoltárkönyv és Szűz Mária hóráskönyve voltak, latinul.

## Későbbi sorsuk

Az eretnekségüket megbánóknak egy ideig sárga keresztet kellett ruhájukon viselni.

A hivatalos háború véget ért 1229-ben, a francia király elkobozta a Toulouse grófjainak minden vagyonát, valamint a Trencavelek összes birtokát. Languedoc hercegeinek függetlensége a múltté lett. De a katharizmus még nem volt véglegesen elfojtva, katolikus erők továbbra is nyomoztak utánuk.
1229-ben a Toulouse-i zsinat összefoglalta az eretnekek felkutatására és megbüntetésére vonatkozó szabályokat, többek közt azt is elrendelte, hogy aki tudva és akarva menedéket ad egy eretneknek, annak vagyonát el kell kobozni, a házát le kell rombolni. Az arra vonatkozó ítéletet, hogy valaki eretnek vagy nem, a püspöknek vagy más meghatalmazott egyházi személynek kell kimondania. Akik nem vonták vissza nézeteiket, máglyán égették meg őket, akik visszavonták, megkülönböztetésül fehér alapon sárga keresztet kellett egy ideig viselniük.
A középkori inkvizíciót végleges formában 1229-ben vagy 1230-ban alapították a maradék katharok ellen. Toulouse, Albi és Carcassonne vidékén működött a 13. század folyamán és 14. század nagy részében, és sikerrel vette föl a harcot a katharizmus ellen, a mozgalmat nagyrészt a föld alá szorítva. Amikor a domonkosok átvették az inkvizíciót, a katharok helyzete csak rosszabbodott.
A kathar mozgalom teljesen csak 1330 körül szűnt meg létezni Franciaországban. 1330 után az inkvizíció feljegyzései már nem tartalmaztak katharok elleni eljárásokat.

## Emlékezetük
Némelyek szerint, a legendás hírű Christian Rosenkreutz (1378–1484) (ha egyáltalán hitelt adhatunk létezésének), aki 1407-ben alapította meg a szabadkőművesek elődjének tartott Rózsakeresztesek Rendjét, kathar volt.[forrás?] Vannak akik kétségbe vonják annak lehetőségét, hogy a katharok még létezhettek ebben az időben, bár eltitkosodott kultúrájuk nem zárja ki ennek lehetőségét.

Mindenesetre az 1638-ban írt A Múzsák Siralmai-ban Adamson ezt írja: 

Amit előre vetítünk az lázadó illetlenség, 

mert mi vagyunk a Rózsakereszt atyafiai. 

Miénk az Építő Szó és a második látás, 

a jövő dolgait pontosan mondhatjuk. 

- A mozgalomról írta Nikolaus Lenau Az albigensek című eposzát.
- A katharok kiirtásáról szól Illyés Gyula: Tiszták című drámája
- Ugyanezt a témát dolgozza fel a brit Iron Maiden heavy metal együttes Dance of Death című 2003-ban megjelent nagylemezének egyik dala, a Montségur is.

## Képek

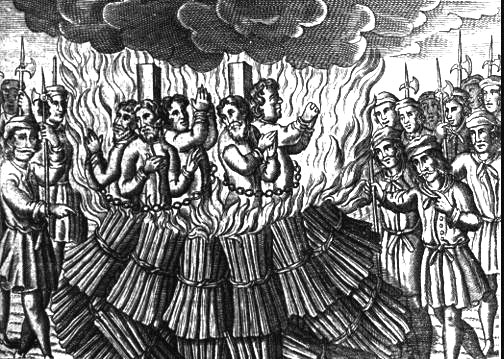
A katharok megégetése
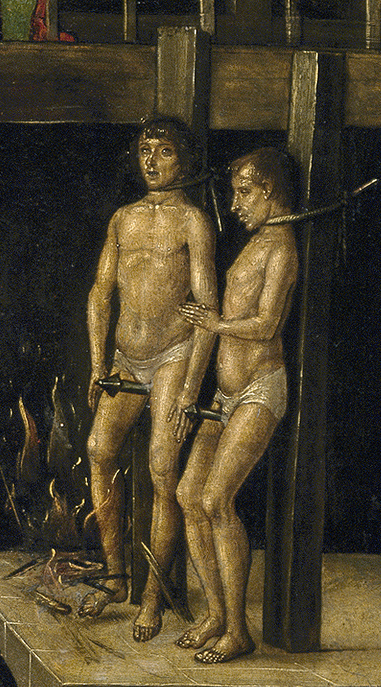
Két megcsúfolt eretnek, akit a dominikánusok autodafé elítéltek
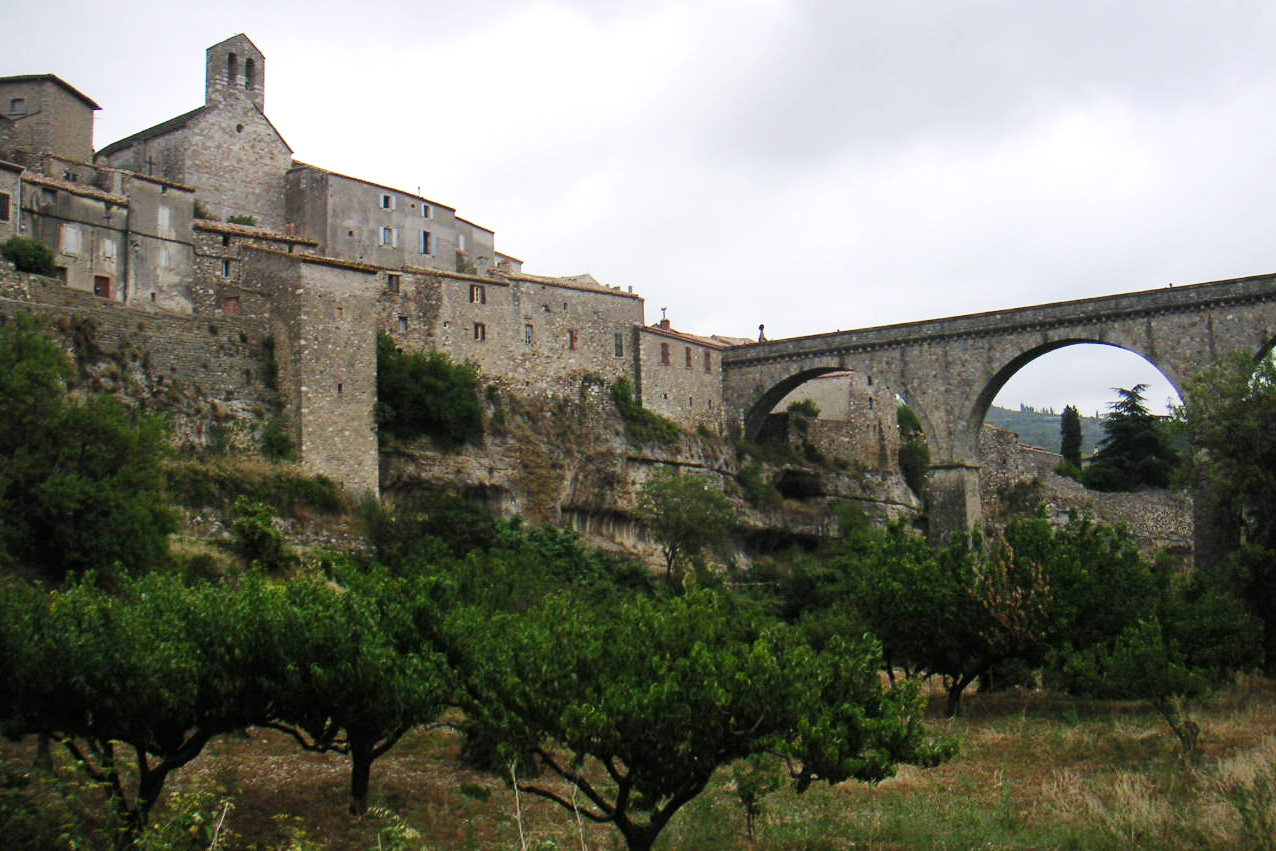
Egykori kathar város, Minerve
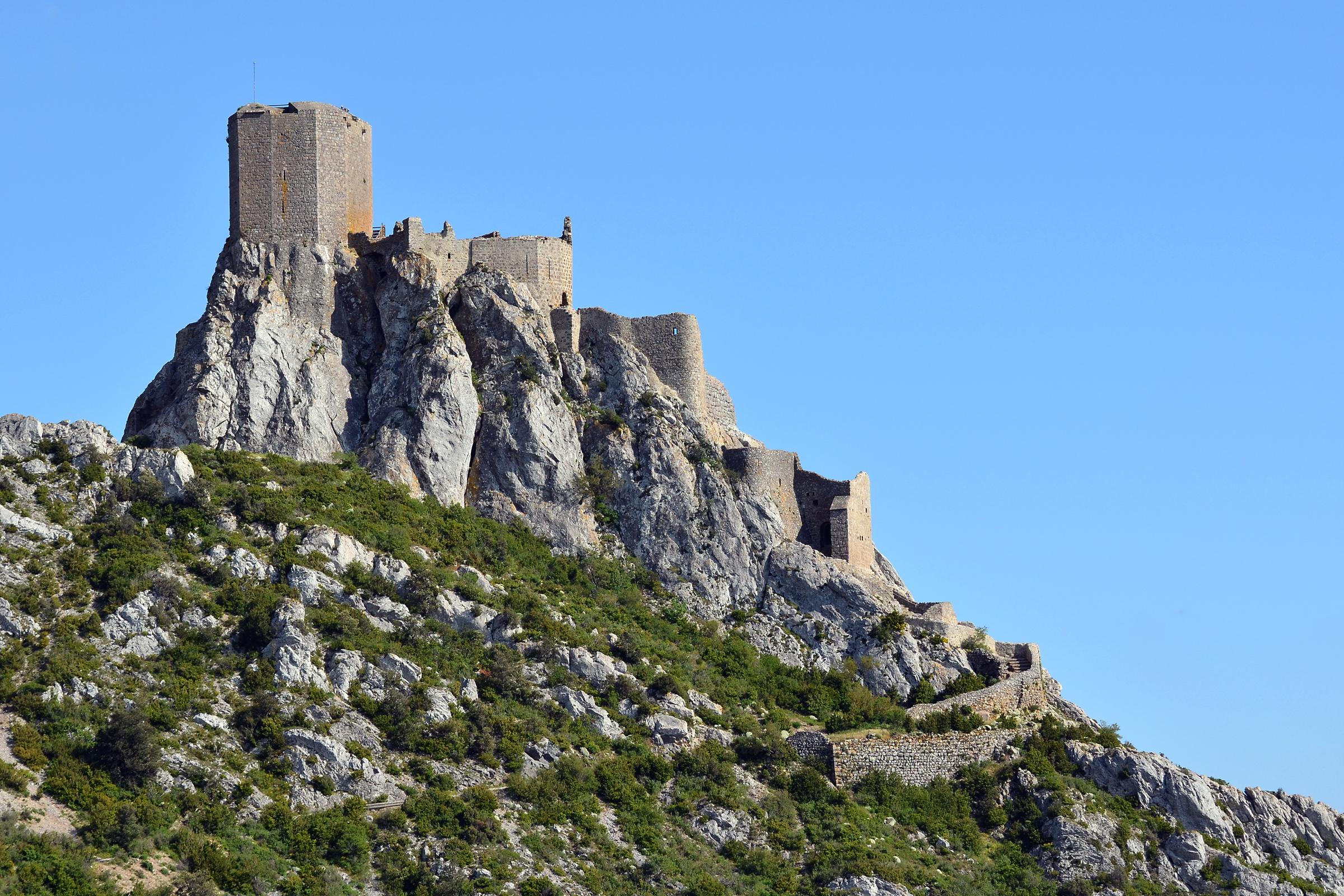
Egy kathar erőd romjai, Quéribus
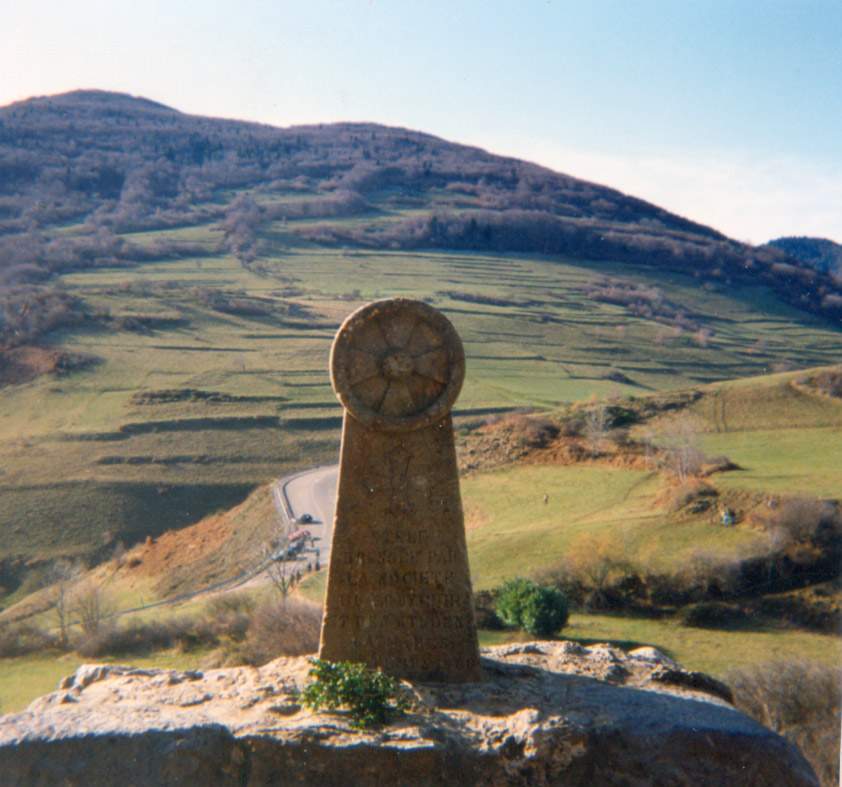
Kathar emlékkő Montségur várában (Pireneusok)